# 大安市
大安市（だいあん-し）は中華人民共和国吉林省白城市に位置する県級市。

## 歴史
大安市は大賚県と安広県が合併し誕生した大安県を前身とする。
1946年（民国35年）9月、国共内戦により大安地区の実効支配権を獲得した中国共産党は大賚県と安広県を統合し賚広県を設置したが、1947年7月に解体された。1958年11月21日に両県を再び統合し大安県とされた。1988年8月30日、県級市と二昇格し大安市と改編され現在に至る。

## 行政区画
5街道、12鎮、5郷、1民族郷を管轄：
- 街道弁事処：慧陽街道、臨江街道、長虹街道、錦華街道、安北街道
- 鎮：月亮泡鎮、安広鎮、豊収鎮、新平安鎮、両家子鎮、舎力鎮、大崗子鎮、叉干鎮、竜沼鎮、太山鎮、焼鍋鎮、楽勝鎮
- 郷：四棵樹郷、聯合郷、大賚郷、紅崗子郷、海坨郷
- 民族郷：新艾里モンゴル族郷

## 交通

### 鉄道
- 中国国家鉄路集団
  - 長白線（中国語版）
    - 大安駅

  - 通譲線
    - 大安北駅

### 道路
- 高速道路
  -  琿烏高速道路
- 国道
  -  G232国道（中国語版）
  -  G302国道